# Estendard de Pol·lència
L'Estendard de Pol·lència és una peça de bronze amb la que es representava un Collegium Iuvenum a l'illa de Mallorca cap al segle ii-iii, està constituït per una tija longitudinal rematada en un capitell compost i dues grans anelles, totes dues col·locades de manera simètrica, les quals romanen unides gràcies a una placa de bronze en la que originàriament apareixien sis figures de divinitats, encara que dues s'han perdut. Es troba al Museu Arqueològic Nacional d'Espanya a Madrid amb l'inventari número 1927/64/7.

## Troballa
La peça apareix el 1926 en la segona campanya d'excavacions oficials portades a terme per Gabriel Llabrés i Rafael Isasi en el jaciment arqueològic de Pol·lència (Mallorca). En aquesta mateixa campanya apareixen d'altres peces com un Apol·lo, una peça de marbre que representava un cap de baró, entre altres peces.
L'Estendard de Pol·lència ha estat restaurat algunes vegades, perquè en el moment de la troballa presentava un trencament principal que afectava diferents parts de la peça, segurament a causa de les ràtzies i destrucció de la ciutat al segle iii.

## Descripció i significat
Aquesta peça és única a la Hispània romana, per la qual cosa la seva importància i singularitat és digna d'estudi. L'estendard pertanyia a un Collegium Iuvenum, els quals havien estat creats per l'emperador August imitant els efebs grecs. Aquests centres estaven destinats als joves ciutadans per preparar-los per a la vida cívica. Aquests estendards tenien com a finalitat ser un punt de referència per als estudiants en aquest cas, perquè permetia formar i dirigir-los.
Els dos grans cercles de l'estendard servien per dur la representació en diferents materials, sigui fusta, bronze o vidre entre d'altres, de dues imatges relacionades amb les divinitats que veneraven. També s'afirma, que en aquest cas, es podrien representar la imatge de l'emperador en un dels cercles, i a l'altre, aniria la imatge del princeps iuventutis.
La decoració del mateix estendard està composta per aplics que representen a les deesses Isis, Fortuna i Diana. La figura femenina d'Isis apareix amb el disc solar i la creixent lunar sobre el seu cap. La deessa Fortuna està vestida amb quitó i amb corona «muralis», a més a més apareix amb una cornucòpia i recolzada sobre un timó. D'altra banda, la deessa caçadora Diana està representada en actitud de marxa amb arc a la seva mà esquerra i traient una fletxa del seu carcaix.
A la part superior hi ha un jove togat que duu una pàtera amb la qual vessa una ofrena sobre l'ara, a l'altra mà sosté una cornucòpia, la qual simbolitza la riquesa i l'abundància.